# Andreas Johansen Lundhoff
 Der er for få eller ingen kildehenvisninger i denne artikel, hvilket er et problem. Du kan hjælpe ved at angive troværdige kilder til de påstande, som fremføres i artiklen.

Andreas Johansen Lundhoff (ca. født 1710, død ca. 1748) var en dansk filosof.
Lundhoff blev student fra Frederiksborg Latinskole 1731. Fattig og uden mindste stipendium studerede og informerede han, tog 1742 magistergraden og holdt derefter uden at forlange betaling foredrag over filosofi og matematik.
Han hører til banebryderne her hjemme for Christian Wolffs filosofi, hvis system han har udviklet (1742 – 1744) i en række latinske og danske småskrifter, de fleste bekostede af generalprokurør Jens Severin Wartberg. Heri giver han prøver på danske filosofiske kunstord.
Mellem de unge har han vundet ivrige og hengivne tilhængere, men da han i et ugeblad, Den danske Spectators filosofiske Spectator (november 1744-januar 1745), med pedantisk tørhed, men ganske lemfældig ville give et filosofisk korrektiv til Jørgen Riis' satiriske betragtninger, affejede Riis' Antispectator skånselløst med sviende hån "den store Wolfens Abe".
Da danske lærebøger 1739 påbødes indførte i Latinskolen, oversatte Lundhoff Langes latinske grammatik fra tysk (1741). Skønt bogens beskikkede revisor, professor Johannes Peder Anchersen, anbefalede den, og en kongelig resolution befalede dens brug i skolerne, bevirkede Konsistoriums seje modstand dog, at han ikke opnåede at få 2. oplag (1746) autoriseret som skolebog. Man gjorde gældende, at Lundhoff, skønt en from og flittig mand, ikke havde den erfarenhed i det latinske sprog, som udkrævedes. Forgæves har han søgt pladser som lønnet magister legens, konrektor, professor i Sorø Akademi, endelig rejsestipendium til Halle. Skuffet i alle sine forhåbninger og økonomisk ødelagt ved udgivelsen af grammatikken måtte han tage kondition hos præsten i Kundby. Yderlig fattig er han død på Vognserup 1748 (begravet 16. oktober).

## Henvisning
- Dansk biografisk lexikon, bind X